# Shawmut (MBTA-Station)
Shawmut ist der Name einer U-Bahn-Station der Massachusetts Bay Transportation Authority (MBTA) im Bostoner Stadtteil Dorchester im Bundesstaat Massachusetts der Vereinigten Staaten. Sie bietet Zugang zum Ashmont-Zweig der Linie Red Line.

## Geschichte
Im Jahr 1872 übernahm die Old Colony Railroad mit der Shawmut Branch Railroad die Vorläuferstrecke der heutigen Red Line. Die alte Streckenführung umfasste Stationen an der Melville Avenue und Centre Street, die 1884 zur Station Shawmut zusammengefasst wurden. 1893 übernahm die New York, New Haven and Hartford Railroad den Betrieb der Old Colony Railroad. 1924 kaufte die Boston Elevated Railway die Shawmut Branch Railroad und Teile der Milton Branch Railroad für den geplanten Ausbau ihrer Linie Cambridge-Dorchester, der heutigen Red Line. Die Station wurde gemeinsam mit der Endstation Ashmont am 1. September 1928 als Verlängerung der bestehenden Streckenführung eröffnet und in den Jahren 1981 bzw. 2009 umfassend renoviert.

## Bahnanlagen

### Gleis-, Signal- und Sicherungsanlagen
Der U-Bahnhof verfügt über zwei Gleise, die über jeweils einen Seitenbahnsteig zugänglich sind.

### Gebäude
Der U-Bahnhof befindet sich an der Dayton Street. Er ist die einzige unterirdische Station der Red Line südlich der Station Andrew und vollständig barrierefrei zugänglich.

## Umfeld
An der Station besteht kein Anschluss an Buslinien der MBTA.